# کریستیان کگلویتس
کریستیان کگلویتس (آلمانی: Christian Keglevits؛ زادهٔ ۲۹ ژانویهٔ ۱۹۶۱) بازیکن سابق و مربی فوتبال اهل اتریش است.
از باشگاه‌هایی که در آن بازی کرده‌است می‌توان به باشگاه فوتبال ردبول زالتسبورگ، باشگاه فوتبال لاسک، باشگاه فوتبال راپید وین، و باشگاه فوتبال آستریا زالتسبورگ اشاره کرد.
وی همچنین در تیم ملی فوتبال اتریش بازی کرده‌است.